# Pandukabhaya
Pandukabhaya (syng. පණ්ඩුකාභය; ur. ok. 474 p.n.e.?, zm. ok. 367 p.n.e.) – król Sri Lanki w latach 437–367 p.n.e. Był pierwszym królem Sri Lanki uznawanym przez wszystkie narody żyjące na wyspie, zreformował państwo, rozbudował Anuradhapurę, dokąd przeniósł stolicę i doprowadził kraj do ery świetności.

## Wątpliwości historyczne

### Wątpliwości co do pochodzenia
Mimo że Mahawansa ewidentnie miesza fakty z motywami historyzującymi, przekazami religijnymi oraz mitologią, to większość lankijskich historyków w pełni popiera wersję tej kroniki, wedle której Pandukabhaya był synem księżniczki Citty i księcia Digha Gamani. Alternatywne teorie co do jego pochodzenia:
1. Według Kumaratungi Munidasy, lankijskiego lingwisty, jego ojcem był Chittharaja, będący wcieleniem Śiwy, gdyż trudno było mu zaakceptować Widźaję jako obcego najeźdźcę.
2. Teoria „cudownego ocalenia” bohatera pojawiającego się znikąd w historii często okazała się mylną. Nieraz już lokalni bohaterowie podszywali się pod zaginionych pretendentów do władzy, by skorzystać z ich autorytetu i legitymacji. Wszak od poprzedników różni go diametralnie inne podejście do ludności lokalnej. W tym przypadku nie miałby indoaryjskiego pochodzenia ni żadnego konkretnego związku z klanem potomków Widźaja.
3. Według innej mniej popularnej teorii Roberta Caldwella pochodził z tamilskiego królestwa Pandjów, skąd przybył na wyspę jako krewny małżonki Widźaji – analogicznie do Panduvasdevy, na co wskazuje jego imię „Pandukabhaya” lub „Pandu Kabhaya”[6]. Wszak jego imię znaczy w polskim tłumaczeniu „Obrońca Pandjów/Tamilów”.

### Wątpliwości merytoryczne
Mahawansa nie podaje żadnych konkretnych dat. Dlatego wszelkie dane czasowe zostały późnej wydedukowane przez naukowców na podstawie powiązań z innymi źródłami zawierającymi sprawdzone dane kalendarzowe. Te jednak też mają swoje słabości. Stąd wynika, że Pandukabhaya, który doszedł do władzy w wieku 37 lat i rządził równe 70 lat, tak więc umarł w wieku 107 lat, co wydaje się mało prawdopodobne, aczkolwiek jest możliwe. Jeszcze mniej prawdopodobna jest jednak informacja, iż jego następcą był syn Mutasiva, który rządził przez następne 60 lat. Pomimo to większość lankijskich historyków uważa te dane za prawdziwe, a samego Pandukabhayę za postać historyczną.
Niemniej jednak krytyczni badacze podejrzewają, że Mutasiwa nie był synem, lecz wnukiem Pandukabhayi. Jego ojcem był zaś mało znany syn i następca Pandukabhayi – Gantissa, który rządził 13 lat, a Mutasiva zaś odpowiednio krócej – 47 lat. Możliwe jest również, że Gantissa jeszcze za życia starego ojca faktycznie sprawował władzę jako regent w jego imieniu. Analogicznie było tak w przypadku Widźaja i jego ojca Sinhabahu.
Inna teoria wspiera się na fakcie, że kronika Mahavamsa powstała w czasach późniejszych, kiedy już na Sri Lance dominowała religia buddyjska i została spisana przez buddyjskich mnichów, władcom Sri Lanki zaś zależało na potwierdzeniu ich szczególnej więzi z buddyzmem. Dlatego wydłużono czasy panowania Pandukabhayi i Mutasiwy tak, aby przybycie Widźaja zgadzało się z tradycyjną datą śmierci Buddy. Stąd różnica między danymi Mahavamsy i faktyczną osią czasu może wynosić nawet do 60 lat.

## Życie na podstawie kronikiMahavamsa

### Pochodzenie i rodzina
Pandukabhaya był pierworodnym synem pandyjskiego księcia Digha Gamani i Ummadhy Citty, córki-jedynaczki króla Syngalezów Panduvasdevy na Sri Lance i jego tamilskiej małżonki Buddhakachchany z rodu Pandjów. Jego ojciec był bratankiem matki. Mimo królewskiej krwi w zasadzie nie miał realnej szansy na tron dziadka, który go nigdy nie widział. Sędziwemu królowi przedstawiono bowiem dziewczynkę-surogata, z której ten bardzo się cieszył, a wkrótce potem zmarł. Następcą Panduvasdevy został jego najstarszy syn – Abhaya. Tak więc przepowiednia o przejęciu przez niego władzy była jednocześnie wyrokiem śmierci dla jego wujów, bo tylko wtedy mógłby zasiąść na tronie w Upatissa Nuwara.
W okresie walki o władzę poślubił księżniczkę Swarnapali, nie zważając na to, że była ona córką Girikhandasivy (jednego z braci matki), przez co wyrwał go z koalicji królewiczów, których zwalczał. Z tego związku urodziło się dziesięciu synów i dwie córki.

### Dzieciństwo
Pandukabhaya przyszedł na świat ok. 474 roku p.n.e. w mieście Upatissa Nuwara, gdzie żyła jego matka Ummadha Citta. Na skutek proroctw, które przepowiadały mu dojście do władzy po unicestwieniu swych wujów, nie mógł pozostać przy rodzicach. Tam bowiem groziła mu śmierć z ręki wujów, którzy czuli się przez niego zagrożeni. Dlatego po narodzinach został zamieniony przez matkę na tegoż dnia urodzoną dziewczynkę, chłopca zaś przemycono z pałacu. Ukrywał się na prowincji wśród rodzimej ludności. Aczkolwiek królewicze z czasem wykryli podstęp siostry i zawzięcie ścigali jej syna, który wielokrotnie cudem uniknął zagłady, gdy królewicze odkryli miejsce jego azylu. Ummadha Citta zadbała o to, by jej 16-letni syn nie tylko znalazł bezpieczne schronienie na południu wyspy, z dala od złowrogich wujów, ale i pobierał nauki godne księcia. Wychowywał i kształcił go bowiem bogaty bramin, który traktował go na równi ze swym synem Candą. Chłopcy przyjaźnili się jak bracia.

### Walka o władzę
Gdy ok. 454 p.n.e. dwudziestoletni Pandukabhaya przestał się ukrywać i wszczął powstanie przeciw wrogim mu wujom, gromadząc wokół siebie 700 ludzi niezadowolonych z ich rządów w mieście Pana, Canda zaś został jego towarzyszem i najbardziej zaufanym dowódcą. Wbrew oczekiwaniom, król Abhaya nie kwapił się zdławić insurekcję w zalążku, dlatego Padukhabaya zdecydował rozszerzyć swoje terytorium i ruszył w stronę miasta Girikhanda, gdzie rezydował jego wuj Siva, zwany również Girikhandasiva (tłum. „Siwa z Girikandy”). Po drodze powstańcy napotkali orszak jego córki, księżniczki Swarnapali, którą Pandukabhaya uwiódł. Później została ona jego małżonką, wpierw jednak rozsierdzony wuj wysłał w trop powstańców wojsko ze swymi pięcioma synami na czele, ale Canda oddział ten rozbił, zaś synowie Sivy w potyczce zginęli. Książę Pandukabhaya zdecydował wycofać się na południe od rzeki Mahaveli Ganga i stanąć obozem w górach Dola. Wrodzy mu królewicze ściągnęli rychło nowe siły, koncentrując je przed twierdzą Dimbulagala, by stamtąd rozpocząć szeroko zakrojoną akcję przeciw powstańcom. Ci jednak nieoczekiwanie odparli wojska królewiczów, zmuszając je do odwrotu, oraz zajęli twierdzę. Tam Pandukabhaya miał rezydować przez następne kilka lat, umacniając swoją władzę.
Tymczasem słysząc o sukcesach siostrzeńca król Abhaya wysłał doń poselstwo z ofertą pokojową. Oferował mu podział władzy i stref wpływów na wyspie wzdłuż rzeki Mahaveli Ganga. Wieść o tym dotarła jednak do jego braci, którzy go zdetronizowali. Po abdykacji Abhayi, władzę przejął jego młodszy brat, książę Tissa. Młodsi bracia okrzyknęli go królem, aczkolwiek formalna koronacja miała się odbyć pod warunkiem zgładzenia Pandukabhayi i rozbiciu jego wojsk, do czego nigdy nie doszło. Dlatego przez 17 następnych lat tlącego się konfliktu – aż do koronacji Pandukabhayi – Sri Lanka nie miała powszechnie uznanego króla.
Wzmocniwszy swą armię wojownikami tubylców Pandukabhaya udał się na północny wschód wyspy, by zająć nowe tereny bliżej stolicy. Przez osiem następnych lat rezydował w Ridigala, w górach Aritha prowokując królewiczów. Książę Tissa zwlekał z rozprawą w nadziei, że siły uzurpatora się z czasem rozbiegną, lecz jego oczekiwania nie spełniły się. Wręcz przeciwnie, coraz więcej Tamilów i Syngalezów zmieniało stronę, przyłączając się do powstańców. Ostatecznie w 437 roku p.n.e. królewscy bracia zdecydowali się do walnej rozprawy z siostrzeńcem, póki jeszcze mieli liczniejsze siły, i otoczyli powstańców w ich górskiej twierdzy. Pandukabhaya, nie widząc szans na zwycięstwo w otwartej bitwie, pozornie zaoferował wujom kapitulację, w zamian za korzystne warunki. Pewni zwycięstwa bracia akurat dyskutowali warunki kapitulacji, gdy Pandukabhaya zaskoczył ich nagłym atakiem, podczas którego Tissa i sprzymierzeni z nim bracia zginęli, a ich wojska uległy rozsypce.

### Panowanie
Po ostatecznym zwycięstwie Pandukabhaya oferował wujowi Abayi powrót na tron. Aczkolwiek gdy ten odmówił, sam (wraz z małżonką Swarnapali) koronował się na króla uznawanego przez wszystkie zamieszkujące wyspę narody, którą panował ponoć 70 lat, prowadząc państwo do rozkwitu.
Po wieloletnich wojnach król ten przyczynił się do zażegnania konfliktów między przybyłymi z subkontynentu indyjskiego kolonistami tamilskimi, Syngalezami oraz autochtonami, ciągnąc nowe granice administracyjne, powiększając powierzchnię uprawną oraz prowadząc politykę tolerancji religijnej. Do celowej polityki pojednania można zaliczyć również program odbudowy miast i świątyń, które ucierpiały podczas wojen oraz budowę nowych dla różnych religii.
Panukabhaya skupił wiele uwagi na rozwoju rolnictwa i w tym kontekście rozpoczął planowane na wielką skalę prace melioracyjne i irygacyjne, przez co powiększył on areały uprawne, a zatem zdatne do kolonizacji.
Ponadto scentralizował on władzę, obsadzając osobiście namiestników terytorialnych i urzędy każdego szczebla zaufanymi ludźmi. Rozwoju doznały nauki inżynieryjne, astronomia, astrologia oraz religie.

### Nowa stolica
Niejako odzwierciedleniem tej liczby reform i zmian politycznych było programatyczne przeniesienie stolicy z Uptissa Nuwara w głąb wyspy ok. 377 p.n.e. Nie założył on kompletnie nowego miasta, lecz przeniósł stolicę do istniejącego już miasta Anuradhapura leżącego nad górnym biegiem rzeki Malvathu Oya, gdzie rezydował leciwy wuj jego matki, Anuradha. Miasto zostało z wielkim rozmachem, kompletnie od podstaw zaplanowane i wybudowane. Powierzchnię miasta powiększono o cztery sąsiednie gminy i otoczono wysokim murem. Powstało wiele pałaców (w tym jeden także dla jego matki), plac sądów, dwa zbiorniki wody, szpital, oraz dzielnica świątyń, gdzie m.in. po raz pierwszy w państwie Syngalezów powstały dwie świątynie dla lokalnych bóstw/demonów. Miasto szybko się rozwijało i było nie tylko ważnym centrem administracyjnym i religijnym, lecz także handlowym. W obrębie miasta znalazły się również kwatery dla kupców greckich, zwanych tu „Jonakas”. Również oni mieli swoje świątynie.
Anuradhapura została trzecią stolicą Syngalezów i pełniła tę funkcję przez ponad 1000 lat. Dziś to „święte miasto” znajduje się na liście światowego dziedzictwa UNESCO.

## Osiągnięcia
- ustanowił długo funkcjonujący system zarządzania państwem wraz z nowoczesnymi służbami komunalnymi (socjalne, budowlane, bezpieczeństwa, cmentarne, itd.) i urzędami[9],
- rozbudował miasto Anuradhapura do rangi metropolii o światowej sławie, wspominanej przez antycznych kronikarzy i kartografów w Indiach, Chinach, Egipcie i Grecji[7],
- budował świątynie, pustelnie, domy dla ubogich i cmentarze[7],
- ustanowił nowe granice gmin w dziesiątym roku panowania[7], przez co załagodził konflikty graniczne o ziemię między ludnością napływową a autochtonami,
- zbudował zaczątki sprawnego systemu irygacyjnego, w tym zbiorniki wody, mianowicie Abaya Wewa, Gamini Wewa oraz Jaya Wewa[17].

## Pandukabhaya w lankijskiej popkulturze
Lankijski reżyser Jackson Anthony nakręcił w 2008 roku historyzujący film kostiumowy „Aba” pokazujący dzieje władcy szerokiej publiczności. Był to najdroższy swego czasu produkt lankijskiej kinematografii.
Z inicjatywy reżysera równocześnie z filmem ukazała się gra na telefony komórkowe pt. „Aba Hatana” zaprogramowana przez firmę GTS z Colombo.